# Here's the Tender Coming
Here's the Tender Coming è il terzo album del gruppo folk inglese The Unthanks, il primo uscito sotto il nuovo nome. È stato pubblicato nel 2009 dall'etichetta EMI.
Rispetto al precedente The Bairns, il gruppo si è allargato ad una formazione di nove componenti che includono, oltre alle sorelle Rachel e Becky Unthank, Adrian McNally al pianoforte e il polistrumentista Chris Price.
Il lavoro è stato definito "album folk dell'anno" dalla rivista Mojo ed è stato incluso tra i 50 migliori album dell'anno dalla rivista Uncut e dal The Observer.

## Tracce
1. Because He Was a Bonny Lad
2. Sad February
3. Annachie Gordon
4. Lucky Gilchrist
5. The Testimony of Patience Kershaw
6. Living by the Water
7. Where've Yer Bin Dick?
8. Noboy Knew She Was There
9. Flowers of the Town
10. Not Much Luck in Our House
11. At First She Starts
12. Here's the Tender Coming
13. Betsy Bell

## Formazione
- Rachel Unthank, prima voce, seconda voce, violoncello, ukulele
- Becky Unthank, prima voce, seconda voce, autoharp
- Niopha Keegan, violino, prima voce, seconda voce, fisarmonica, mandolino
- Adrian McNally, pianoforte, tamburi, marimba, campane tubolari, autoharp, seconda voce
- Chris Price, chitarra, basso, ukulele, dulcitone, marimba, seconda voce